# (11349) Witten
(11349) Witten ist ein Asteroid des inneren Hauptgürtels, der am 3. Mai 1997 von dem belgischen Astronomen Eric Walter Elst am La-Silla-Observatorium der Europäischen Südsternwarte in Chile (IAU-Code 809) entdeckt wurde. Unbestätigte Sichtungen des Asteroiden hatte es vorher mehrere gegeben: im September 1983 unter der vorläufigen Bezeichnung 1983 RK am Palomar-Observatorium in Kalifornien sowie am 21. und 22. März 1993 (1993 FE67) schon einmal am La-Silla-Observatorium.
Der Asteroid gehört der Vesta-Familie an, einer großen Gruppe von Asteroiden, benannt nach (4) Vesta, dem zweitgrößten Asteroiden und drittgrößten Himmelskörper des Hauptgürtels. Die zeitlosen (nichtoskulierenden) Bahnelemente von (11349) Witten sind fast identisch mit denjenigen der beiden kleineren, wenn man von der Absoluten Helligkeit von 15,8 und 16,8 gegenüber 15,0 ausgeht, Asteroiden (88622) 2001 RU10 und (192195) 2007 GM71.
(11349) Witten wurde am 26. Juli 2000 nach dem US-amerikanischen Mathematiker und Physiker Edward Witten benannt.